# Мадам Брошкина
«Мадам Брошкина» — 34-й сингл Аллы Пугачёвой. Был выпущен в 2000 году в России АРТ Студией "АЛЛА". Сингл составила одна песня и её различные ремиксы, записанные Пугачёвой в сотворчестве с Дмитрием Чижовым, Владом Афанасовым, DJ Бармалеем и DJ Айсом, DJ Вартаном. Заглавная композиция «Мадам Брошкина» стала одной из самых популярных песен Пугачёвой начала 2000-х годов. Она была включена певицей в свой сольный альбом 2001 года «Речной трамвайчик», а также часто исполнялась в сборных концертах.
В качестве би-сайда на сингле записана «Свеча горела…», музыку к которой Алла Пугачёва написала сама.

## О сингле
Уникальность сингла «Мадам Брошкина» в том, что впервые в своём творчестве Алла Борисовна дала разрешение на использование песни из своего репертуара для создания различных ремиксов, в том числе с большим количеством участников диджеев.

### «Мадам Брошкина»
Песня «Мадам Брошкина» была сочинена автором Александром Ружицким и в 1997 году предложена для исполнения Алле Пугачёвой, однако певица не сразу взяла это творчество в работу. Ружицкий написал эту песню о своих соседях по лестничной клетке. В семье героев разыгралась трагедия: разлучница увела супруга из семьи. Изначально роль разлучницы отводилась Алле Пугачевой, но артистка выбрала саму Брошкину (соседка Наталья Хасьянова) — даму видную и характерную.
Актёрский талант певицы Пугачевой дал возможность песни уйти в народ и стать хитом. Многие русскоговорящие женщины узнавали в героине своё я и сочувствовали Брошкиной.
Автор признаётся:
```
«У меня все песни о таких жизненных, бытовых проблемах. Я вообще понял, что людей интересует одно — про любовь, разлуку, несчастье».
```

## Список композиций
| №  | Название                                         | Длительность |
| -- | ------------------------------------------------ | ------------ |
| 1. | «Мадам Брошкина»                                 | 4:27         |
| 2. | «Мадам Брошкина (Disco 80 Mix Дмитрий Чижов)»    | 4:37         |
| 3. | «Мадам Брошкина (Crazy Dance Mix Влад Афанасов)» | 5:02         |
| 4. | «Мадам Брошкина (DJ Бармалей & DJ ICE Remix)»    | 4:39         |
| 5. | «Мадам Брошкина (Club Station Mix DJ Vartan)»    | 6:02         |
| 6. | «Мадам Брошкина (Instrumental Version)»          | 4:27         |

| №  | Название          | Текст песни     | Музыка        | Длительность |
| -- | ----------------- | --------------- | ------------- | ------------ |
| 7. | «Свеча горела...» | Борис Пастернак | Алла Пугачёва |              |